# Slovacchia ai Giochi olimpici
La Slovacchia partecipa ai Giochi olimpici dalla sua indipendenza, cioè dal 1994. I suoi atleti hanno vinto 32 medaglie ai giochi olimpici estivi e 10 ai giochi invernali.
Il Comitato Olimpico Slovacco è stato fondato nel 1992.

## Medagliere storico

### Giochi estivi
| Giochi              | Oro | Argento | Bronzo | Totale |
| ------------------- | --- | ------- | ------ | ------ |
| Atlanta 1996        | 1   | 1       | 1      | 3      |
| Sydney 2000         | 1   | 3       | 1      | 5      |
| Atene 2004          | 2   | 2       | 2      | 6      |
| Pechino 2008        | 3   | 2       | 1      | 6      |
| Londra 2012         | 0   | 1       | 3      | 4      |
| Rio de Janeiro 2016 | 2   | 2       | 0      | 4      |
| Tokyo 2020          | 1   | 2       | 1      | 4      |
| Parigi 2024         | 0   | 0       | 1      | 1      |
| Totale              | 10  | 14      | 9      | 33     |

### Giochi invernali
| Giochi              | Oro | Argento | Bronzo | Totale |
| ------------------- | --- | ------- | ------ | ------ |
| Lillehammer 1994    | 0   | 0       | 0      | 0      |
| Nagano 1998         | 0   | 0       | 0      | 0      |
| Salt Lake City 2002 | 0   | 0       | 0      | 0      |
| Torino 2006         | 0   | 1       | 0      | 1      |
| Vancouver 2010      | 1   | 1       | 1      | 3      |
| Sochi 2014          | 1   | 0       | 0      | 1      |
| 2018 Pyeongchang    | 1   | 2       | 0      | 3      |
| 2022 Pechino        | 1   | 0       | 1      | 2      |
| Totale              | 4   | 4       | 2      | 10     |

## Medagliere per sport

### Sport estivi
| Sport            | Oro | Argento | Bronzo | Totale |
| ---------------- | --- | ------- | ------ | ------ |
| Canoa/kayak      | 8   | 7       | 6      | 21     |
| Tiro             | 1   | 2       | 3      | 6      |
| Atletica leggera | 1   | 0       | 0      | 1      |
| Nuoto            | 0   | 2       | 0      | 2      |
| Golf             | 0   | 1       | 0      | 1      |
| Judo             | 0   | 1       | 0      | 1      |
| Lotta            | 0   | 0       | 1      | 1      |
| Totale           | 10  | 14      | 9      | 33     |

### Sport invernali
| Sport              | Oro | Argento | Bronzo | Totale |
| ------------------ | --- | ------- | ------ | ------ |
| Biathlon           | 2   | 3       | 1      | 6      |
| Snowboard          | 1   | 1       | 0      | 2      |
| Hockey su ghiaccio | 1   | 0       | 0      | 1      |
| Sci alpino         | 0   | 0       | 1      | 1      |
| Totale             | 4   | 4       | 2      | 10     |